# Bematistes albofasciata
Bematistes albofasciata är en fjärilsart som beskrevs av Le Doux 1937. Bematistes albofasciata ingår i släktet Bematistes och familjen praktfjärilar. Inga underarter finns listade i Catalogue of Life.